# Câu lạc bộ bóng chuyền Thái Bình
Câu lạc bộ bóng chuyền Thái Bình (tên gắn với nhà tài trợ hiện tại là Geleximco Thái Bình) là một câu lạc bộ bóng chuyền nữ chuyên nghiệp có trụ sở ở Thái Bình, Việt Nam. Đây là đội bóng đang thi đấu tại Giải vô địch bóng chuyền quốc gia Việt Nam. Thái Bình cùng với Bộ Tư lệnh Thông tin, VTV Bình Điền Long An, Ngân hàng Công Thương và Ninh Bình là những đội bóng đã từng lên ngôi vô địch tại giải vô địch quốc gia và tham gia tới 20 lần trên tổng số 21 mùa Giải vô địch bóng chuyền quốc gia Việt Nam tính từ năm 2004 đến 2024. Đội nữ Thái Bình từng giành ngôi vô địch quốc gia năm 2007 và 2022, ba lần giành Á quân, 2 lần hạng Ba và 4 lần hạng Tư. Năm 2019 đội bất ngờ xuống hạng nhưng cũng đã giành quyền thăng hạng luôn sau một năm thi đấu ở giải hạng A. Tại Giải bóng chuyền vô địch quốc gia Việt Nam 2024, đội xếp hạng 7 chung cuộc.

## Giải thưởng

### TạiGiải bóng chuyền vô địch quốc gia Việt Nam
| Giải đấu                                   | Giải đấu | Thứ hạng | Số đội | Số trận | Thắng | Thua |
| Giải bóng chuyền vô địch quốc gia Việt Nam | 2004     | Á Quân   | 12     | -       | –     | –    |
| Giải bóng chuyền vô địch quốc gia Việt Nam | 2005     | Hạng 3   | 12     | -       | –     | –    |
| Giải bóng chuyền vô địch quốc gia Việt Nam | 2006     | Á Quân   | 12     | -       | –     | –    |
| Giải bóng chuyền vô địch quốc gia Việt Nam | 2007     | Vô địch  | 12     | 14      | –     | –    |
| Giải bóng chuyền vô địch quốc gia Việt Nam | 2008     | Á Quân   | 12     | -       | –     | –    |
| Giải bóng chuyền vô địch quốc gia Việt Nam | 2009     | Hạng 3   | 12     | -       | –     | –    |
| Giải bóng chuyền vô địch quốc gia Việt Nam | 2010     | Hạng 4   | 12     | -       | –     | –    |
| Giải bóng chuyền vô địch quốc gia Việt Nam | 2011     | Hạng 4   | 12     | -       | –     | –    |
| Giải bóng chuyền vô địch quốc gia Việt Nam | 2012     | Hạng 4   | 12     | -       | –     | –    |
| Giải bóng chuyền vô địch quốc gia Việt Nam | 2013     | Hạng 10  | 12     | -       | –     | –    |
| Giải bóng chuyền vô địch quốc gia Việt Nam | 2014     | Hạng 5   | 10     | -       | –     | –    |
| Giải bóng chuyền vô địch quốc gia Việt Nam | 2015     | Hạng 5   | 12     | -       | –     | –    |
| Giải bóng chuyền vô địch quốc gia Việt Nam | 2016     | Hạng 5   | 10     | -       | –     | –    |
| Giải bóng chuyền vô địch quốc gia Việt Nam | 2017     | Hạng 4   | 12     | -       | –     | –    |
| Giải bóng chuyền vô địch quốc gia Việt Nam | 2018     | Hạng 5   | 10     | 4       | 2     | 2    |
| Giải bóng chuyền vô địch quốc gia Việt Nam | 2019     | Hạng 10  | 10     | 10      | 1     | 9    |
| Giải bóng chuyền hạng A toàn quốc          | 2020     | Vô địch  | 11     | 10      | 9     | 1    |
| Giải bóng chuyền vô địch quốc gia Việt Nam | 2021     | Hạng 5   | 10     | 8       | 4     | 4    |
| Giải bóng chuyền vô địch quốc gia Việt Nam | 2022     | Vô địch  | 11     | 7       | 5     | 2    |
| Giải bóng chuyền vô địch quốc gia Việt Nam | 2023     | Hạng 6   | 10     | 11      | 6     | 5    |
| Giải bóng chuyền vô địch quốc gia Việt Nam | 2024     | Hạng 7   | 9      | 11      | 4     | 7    |
| Giải bóng chuyền vô địch quốc gia Việt Nam | 2025     |          | 8      |         |       |      |

### Tại các giải đấu khác
Giải bóng chuyền cúp Hoa Lư:
- Á quân các mùa giải: 2004, 2012, 2021
- Hạng ba các mùa giải: 2014
- Hạng tư các mùa giải: 2013, 2024

Giải bóng chuyền cúp Hùng Vương:
- Vô địch các mùa giải: 2007
- Á quân các mùa giải: 2006
- Hạng tư các mùa giải: 2011, 2017

Giải bóng chuyền cúp Bông lúa vàng:
- Vô địch các mùa giải: 2009,2010,2013,2015,2016,2017,2022
- Á quân các mùa giải: 2011, 2012, 2014

Giải bóng chuyền nữ quốc tế cúp VTV9 – Bình Điền:
- Vô địch các mùa giải: 2008
- Hạng tư các mùa giải: 2006, 2010

Giải bóng chuyền cup Quân Đội:
- Á quân các mùa giải: 2015

Đại hội TDTT toàn quốc:
- Hạng ba các mùa giải: 2010, 2014
- Hạng tư các mùa giải: 2018

## Phiên hiệu qua các năm
- Vital Thái Bình (2004–2006)
- Vital Petechim Thái Bình (2007–2008)
- PV Oil Thái Bình (2009–2011)
- PVD Thái Bình (2012–2017)
- Mikado Thái Bình (2018–2019)
- CLB Bóng chuyền Thái Bình (2020)
- WSUN Thái Bình (2021)
- Geleximco Thái Bình (2021–nay)

## Huấn luyện viên

### ĐỘI 1
- HLV trưởng:  Trần Văn Giáp
- HLV phó:  Nguyễn Đình Tiến
- Trợ lý HLV:  Nguyễn Thị Khuyên, Nguyễn Văn Mùa

### ĐỘI 2
- HLV trưởng:   Bùi Thị Huệ
- HLV phó:  Vũ Việt Dung
- HLV phó:  Cao Xuân Thao

### ĐỘI NĂNG KHIẾU
- HLV trưởng:  Nguyễn Thị Hằng
- HLV phó:  Phạm Thị Thúy
- HLV phó:  Nguyễn Viết Tùng

## Danh sách VĐV

### Đội hình tuyến 1
| No. | Player                | Position   | Height (cm) | Weight (kg) | Birth date |
| --- | --------------------- | ---------- | ----------- | ----------- | ---------- |
| 1   | Bùi Trần Trà My       | Libero     | 171         | 69          | 2007       |
| 2   | Nguyễn Ngọc Minh Châu | Phụ công   | 176         | 65          | 2007       |
| 3   | Lê Thị Mai Xuân       | Đối chuyền | 173         | 63          | 2002       |
| 5   | Nguyễn Thị Thanh Mai  | Phụ công   | 178         | 60          | 1995       |
| 6   | Nguyễn Phương Anh     | Phụ công   | 180         | 55          | 2008       |
| 7   | Phạm Thị Diệp         | Chuyền hai | 174         | 67          | 1991       |
| 8   | Nguyễn Thị Uyên       | Chủ công   | 182         | 70          | 1999       |
| 9   | Nguyễn Thị Hương      | Đối chuyền | 172         | 62          | 1990       |
| 10  | Đỗ Lại Yến Nhi        | Phụ công   | 185         | 70          | 2005       |
| 11  | Trần Thị Kim Huyền    | Phụ công   | 178         | 60          | 2007       |
| 15  | Dương Thị Quỳnh Như   | Chủ công   | 175         | 60          | 2009       |
| 16  | Edina Begić           | Chủ công   | 188         | 70          | 1992       |
| 17  | Võ Thị Hiền           | Chủ công   | 172         | 60          | 1995       |
| 18  | Ngô Thị Thanh Ngoan   | Chuyền 2   | 172         | 58          | 2002       |
| 20  | Phạm Thị Yến          | Libero     | 173         | 58          | 2005       |

### Đội hình tuyến 2
| No. | Player                | Position   | Height (cm) | Weight (kg) | Birth date |
| --- | --------------------- | ---------- | ----------- | ----------- | ---------- |
| 1   | Bùi Trần Trà My       | Libero     | 171         | 69          | 2007       |
| 2   | Nguyễn Ngọc Minh Châu | Phụ công   | 176         | 65          | 2007       |
| 4   | Nguyễn Khánh Ly       | Chuyền hai | 169         | 53          | 2008       |
| 5   | Hoàng Thị Phương Thảo | Chủ công   | 171         | 68          | 2008       |
| 7   | Phạm Thị Mai          | Chủ Công   | 170         | 56          | 2007       |
| 9   | Nguyễn Thị Ngọc Ánh   | Libero     | 169         | 61          | 2007       |
| 11  | Nguyễn Ngọc Mai       | Chuyền hai | 170         | 60          | 2006       |
| 15  | Nguyễn Phương Anh     | Phụ công   | 178         | 55          | 2008       |
| 17  | Lê Thị Minh Thư       | Chủ công   | 170         | 55          | 2006       |
| 18  | Ngô Thanh Thảo        | Phụ công   | 170         | 60          | 2007       |

## Nhà tài trợ năm 2025
- Tập đoàn Geleximco
- Công ty TNHH Draha

## Đội hình chính thức
- Sau đây là đội hình Geleximco Thái Bình tại : Giải bóng chuyền vô địch quốc gia Việt Nam 2025

## Cập nhật kết quả giải VĐQG 2025
| Ngày       | Giải                                            | Nhà thi đấu           | Tỉnh (Thành phố) | Vòng            | Đối thủ                     | Kết quả   |
| ---------- | ----------------------------------------------- | --------------------- | ---------------- | --------------- | --------------------------- | --------- |
| 23/3/2025  | Giải bóng chuyền vô địch quốc gia Việt Nam 2025 | Nhà thi đấu Đông Anh  | Hà Nội           | Vòng tròn 8 đội | VTV Bình Điền Long An       | 0–3 thua  |
| 25/3/2025  | Giải bóng chuyền vô địch quốc gia Việt Nam 2025 | Nhà thi đấu Đông Anh  | Hà Nội           | Vòng tròn 8 đội | TP. Hồ Chí Minh             | 3–0 thắng |
| 27/3/2025  | Giải bóng chuyền vô địch quốc gia Việt Nam 2025 | Nhà thi đấu Đông Anh  | Hà Nội           | Vòng tròn 8 đội | HCĐG Lào Cai                | 2–3 thua  |
| 29/3/2025  | Giải bóng chuyền vô địch quốc gia Việt Nam 2025 | Nhà thi đấu Đông Anh  | Hà Nội           | Vòng tròn 8 đội | XMLS Thanh Hóa              | 2–3 thua  |
| 30/3/2025  | Giải bóng chuyền vô địch quốc gia Việt Nam 2025 | Nhà thi đấu Đông Anh  | Hà Nội           | Vòng tròn 8 đội | LP Bank Ninh Bình           | 2–3 thua  |
| 10/10/2025 | Giải bóng chuyền vô địch quốc gia Việt Nam 2025 | Nhà thi đấu Ninh Bình | Ninh Bình        | Vòng tròn 8 đội | Ngân hàng Công Thương       |           |
| 12/10/2025 | Giải bóng chuyền vô địch quốc gia Việt Nam 2025 | Nhà thi đấu Ninh Bình | Ninh Bình        | Vòng tròn 8 đội | BC Thông tin - TCT Đông Bắc |           |

## Đội trưởng
- Bùi Thị Huệ (2007–2011,2013,2019)
- Lê Thị Mười (2012)
- Trần Thị Thơm (2014–2018)
- Nguyễn Thị Uyên (2020–nay)

## Thành viên Đội tuyển quốc gia
| Huấn luyện viên Việt Nam - Thái Thanh Tùng | Vận động viên Việt Nam - Phạm Thị Thúy - Nguyễn Thị Minh - Bùi Thị Huệ - Lê Thị Mười - Nguyễn Thị Uyên |

## Thành viên nước ngoài
| Huấn luyện viên ngoại Thái Lan - Jarun Niemtubtim (2012) | Vận động viên ngoại Thái Lan - Pleumjit Thinkaow (2007) - Sisuma Sirintra (2007-2008) - Patcharee Sangmuang (2009) - Jutarat Montripila (2010, 2011) - Tapaphaipun Chaisri (2009) - Wilavan Apinyapong (2012) - Em-Orn Phanusit (2012) - Onuma Sittirak (2022) - Sasipaporn Janthawisut (2023) - Warisara Seetaloed (2023) - Natthimar Kubkeaw (2023) Azerbaijan - Polina Rahimova (2022) Slovenia - Lana Ščuka (2023) Nga - Svetlana Sukhoverkhova (2024) Bosna và Hercegovina - Edina Begić (2025) |